# Faro (dessinateur)
Pour les articles homonymes, voir Faro (homonymie).
Faro (de son vrai nom Christophe Faraut) est un dessinateur français né en 1969 à Nice.

## Biographie
Faro est dessinateur de presse et de bandes dessinées, membre de Cartooning for peace.
Il dessine pour le quotidien L'Équipe, le magazine France football et intervient tous les jours sur  la chaîne L'Équipe pour du dessin en direct. Au sein du même groupe, il a également participé au lancement de l'Équipe junior et travaillé pour l'Équipe Mag.
Il dessine également pour le Groupe Nice-Matin, Vigousse, yahoo actualités, ainsi que dans la presse économique : ForumEco, Ecosavoie, etc (une dizaine de titres).
Il est l'auteur avec Marie-Ève Malouines de la BD Moi président relatant les coulisses de la vie quotidienne du président François Hollande à l'Élysée, ainsi que de la BD Deschamps 1er roi des bleus.
Faro devient l'illustrateur principal de l'Almanach Vermot à partir de l'édition 2014.
En novembre 2021, il signe les illustrations de la bande dessinée Je m'appelle Kylian, co-écrite avec le footballeur Kylian Mbappé.

## Œuvres

### Presse
Collaborations actuelles ou passées : L'Équipe, France football, La chaîne l'Équipe (jusqu'au 30 juin 2025), L'Équipe magazine, L'Équipe Junior, Nice-Matin, Var-Matin, Corse-Matin, Vigousse, La Galipote, Bakchich, le Figaroscope, Eco savoie, Les Cahiers du football, But !, Football365.fr, Actufoot, Téléfoot Magazine, Le Semeur Hebdo, La Semaine, So Foot, Le courrier économie, ainsi que tous les titres du groupe ForumEco : La Gazette du Midi, Le Journal du Palais Bourgogne, La Gazette des Caraïbes, Les Petites Affiches lyonnaises, Les Petites Affiches de la Loire, Les Petites Affiches Matot Braine, ainsi que quelques publications dans Le Monde à la rubrique Je te fais un dessin.

### Albums
- Fou d'foot, Demge Productions
- Moi l'arbitre, tome 2, Carabas
- Rugbill, (en collaboration avec Hallain Paluku), Carabas
- Domenech, en Bleu et contre tous, Carabas
- Dégage, Jean-Louis Fetjaine (collectif)
- Moi président, ma vie quotidienne à l'Élysée, tome 1 (en collaboration avec Marie-Ève Malouines), Éditions Jungle, mai 2013
- La vie secrète du Tour de France, (Collectif), Éditions Jungle, juin 2013
- I have a dream, Steinkis (collectif), août 2013
- Moi président, ma vie quotidienne à l'Élysée, tome 2 (en collaboration avec Marie-Ève Malouines), Éditions Jungle, mai 2014
- Qu'est-ce qui fait courir Tapie (en collaboration avec Arnaud Ramsay), Editions Jungle, mai 2015
- Deschamps 1er roi des bleus Éditions Jungle, mai 2016
- Deschamps 1er roi des bleus Éditions Jungle, (réédition complétée) 2018
- Bleus 98, de l'enfer au paradis (en collaboration avec Gerard Ejnes) Éditions Jungle, avril 2018
- Allez Paris, la folle histoire du Parc, Éditions Jungle, avril 2019
- Kylian Mbappé et Faro (ill. Faro), Je m'appelle Kylian, KM Éditions, 11 novembre 2021, 220 p. (ISBN 978-2957862405).
- Un truc de foot (en collaboration avec Germain Arrigoni) Éditions Jungle Novembre 2022

### Almanach Vermot
- Almanach Vermot 2014, Hachette livre (septembre 2013)
- Almanach Vermot 2015, Hachette livre (septembre 2014)
- Almanach Vermot 2016, Hachette livre (septembre 2015)
- Almanach Vermot 2017, Hachette livre (septembre 2016)
- Almanach Vermot 2018, Hachette livre (septembre 2017)
- Almanach Vermot 2019, Hachette livre (septembre 2018)
- Almanach Vermot 2020, Hachette livre (septembre 2019)
- Almanach Vermot 2021, Hachette livre (septembre 2020)
- Almanach Vermot 2022, Hachette livre (septembre 2021)
- Almanach Vermot 2023, Hachette livre (septembre 2022)